# إحصار (حج)
الإحصار في اللغة هو المنع والحبس، وفي الشرع هو المنع عن المضي في أفعال الحج، سواء كان بالعدو، أو بالحبس، أو بالمرض وهو عجز المحرم عن الطواف والوقوف.